# Die Mutter des Erfolgs

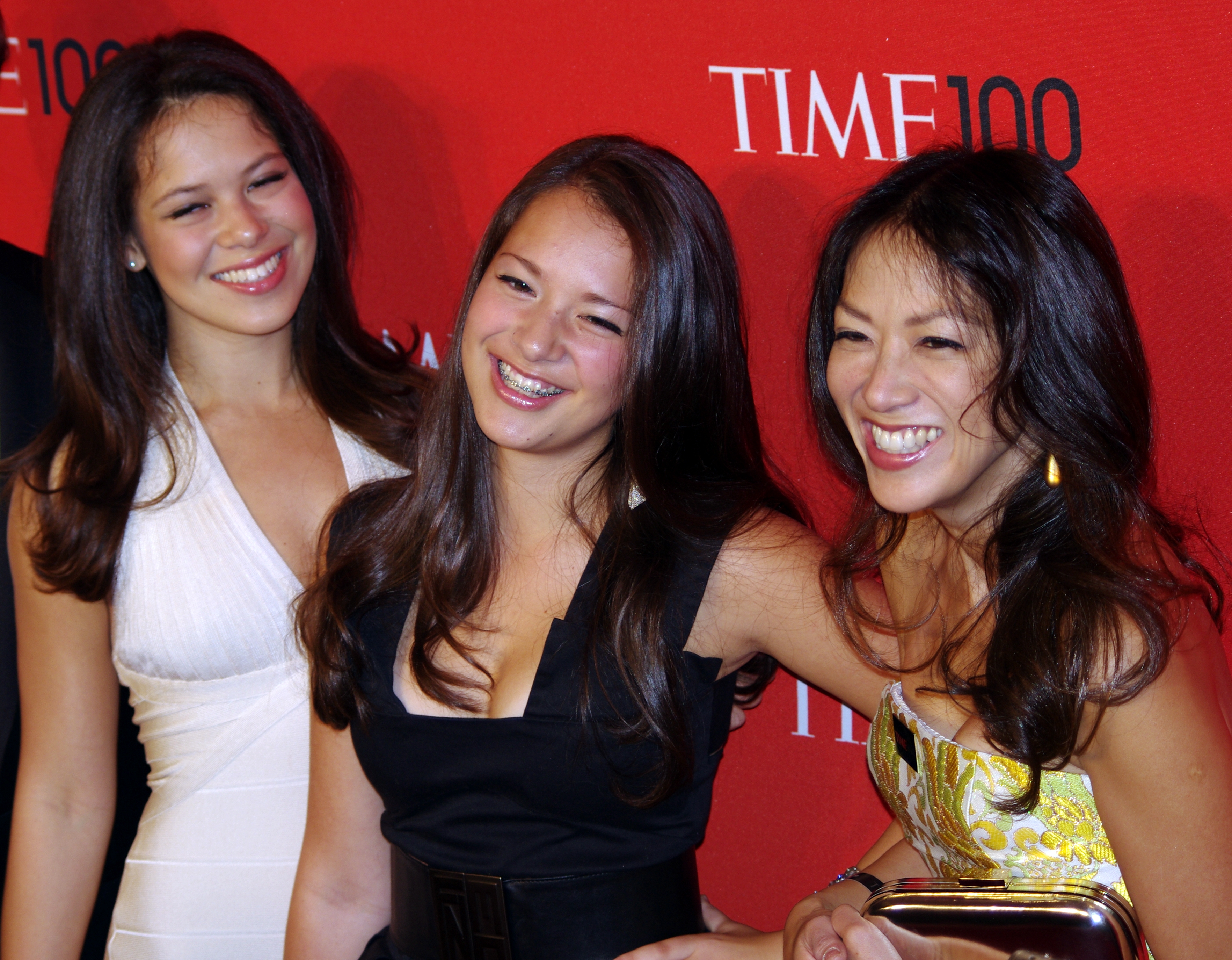
Amy Chua (rechts) mit ihren Töchtern Sophia und Lulu (2011).

Die Mutter des Erfolgs. Wie ich meinen Kindern das Siegen beibrachte (engl. Originaltitel: Battle Hymn of the Tiger Mother) ist ein 2011 in den Vereinigten Staaten erschienenes, im Stil einer Autobiografie verfasstes Buch der chinesisch-amerikanischen Juristin Amy Chua. Chua erzählt darin von ihren Bemühungen, ihren zwei Töchtern unter Einsatz autoritativer, von ihr als „chinesisch“ bezeichneter Erziehungsmethoden und durch das Abverlangen musikalischer Spitzenleistungen erfolgreiche Karrieren zu ermöglichen.
In den Vereinigten Staaten stand das Buch seit seinem Erscheinen im Mittelpunkt eines emotional geführten Diskurses darüber, welchen Stellenwert Leistung in der Erziehung haben sollte. Die deutsche Übersetzung des Buches erschien am 25. Januar 2011, nur zwei Wochen später als die Originalausgabe. Es führte im deutschsprachigen Raum zu Diskussionen darüber, wie viel Autorität Eltern ausüben dürfen.

## Inhalt
Chua erzählt in ihrem Buch die Geschichte der Erziehung ihrer beiden Töchter, die sie mit erheblichem Einsatz und Ehrgeiz Klavier bzw. Geige lernen lässt, wobei dieses Unternehmen im Falle der älteren Tochter zum Erfolg führt, während die jüngere sich schließlich widersetzt und die Mutter – nachdem sie bereits viel erreicht hat – zur Aufgabe zwingt. Chua ist eine Tochter chinesischer Einwanderer, wurde auf traditionell chinesische Weise erzogen und erzieht ihre Töchter auf dieselbe Weise. Bereits in der Vorbemerkung räumt Chua ein, dass ihr Buch keine Apologetik der chinesischen Erziehungsphilosophie sei, und unterstreicht dies durch zahlreiche freimütige Darstellungen von Situationen, in denen sie selbst keine gute Figur macht.
Ein weiteres zentrales Thema des Buches ist der Aufeinanderprall der Weltbilder, zu dem es kommt, wenn Westler und Chinesen einander ihre Erziehungskonzepte zu erklären versuchen.

### Familienszenario
Amy Chua stammt aus einer römisch-katholischen Akademikerfamilie philippinischer Chinesen, die vor Chuas Geburt in die Vereinigten Staaten eingewandert ist. Chua ist Wirtschaftswissenschaftlerin und Juristin und lehrt seit 2001 an der Yale University. Ihr Mann, Jed Rubenfeld, ist amerikanischer Jude mit europäischen Vorfahren, lehrt als Jurist ebenfalls in Yale und ist ein erfolgreicher Schriftsteller. Die Töchter Sophia (* 1993) und Louisa („Lulu“, * 1996) sind als englische Muttersprachler aufgewachsen und wurden wie ihr Vater in der Tradition des Reformjudentums erzogen. Da in Chuas Elternhaus kein Hochchinesisch, sondern nur der Hokkien-Dialekt gesprochen wurde, bestand sie darauf, dass die Töchter bereits frühzeitig Unterricht im prestigeträchtigeren Mandarin erhielten.

### Der chinesische Erziehungsstil
Da in dem kulturellen Umfeld, das Chua in ihrem Buch beschreibt, asiatische und amerikanische Einflüsse ein unüberschaubares Amalgam eingegangen sind, kann sie, wie sie bereits zu Beginn hervorhebt, die Ausdrücke „chinesische Mutter“ und „chinesischer Erziehungsstil“ nur metaphorisch verwenden. Viele ethnische Chinesen, die in den USA geboren sind, erziehen ihre Kinder im „westlichen“ Stil, und viele Eltern, die den von Chua beschriebenen „chinesischen“ Erziehungsstil praktizieren, sind gar nicht chinesischer, sondern koreanischer, indischer oder gelegentlich sogar europäischer Abstammung. Jedoch ist es ihr eigenes Elternhaus, aus dem Chua sämtliche Elemente ihres Erziehungsstils sowie die Werte, die diesem Erziehungsstil zugrunde liegen, übernimmt.
Als den zentralen Wert, den Chua ihren Kindern zu vermitteln versucht, benennt sie Können und Leistung (excellence), und ihr höchstes Erziehungsziel ist das Vertrauen des jungen Menschen in die eigenen Fähigkeiten (confidence). Die Aufgaben der Eltern bestehen darin, dem Kind zu zeigen, wozu es fähig ist, und es mit den Ressourcen auszurüsten, die es für sein künftiges Leben benötigt: Fähigkeiten, guten Arbeitsgewohnheiten und Selbstvertrauen. Bildung und schulischer Erfolg werden in China traditionell außerordentlich hoch bewertet; mit dem Training von Fähigkeiten, die (wie z. B. das Einmaleins) nur durch Üben erlernt werden können, verbringen chinesischstämmige Eltern zehnmal so viel Zeit wie amerikanische Eltern europäischer Abstammung. Während asiatische Eltern im Vergleich zu westlichen Eltern zwar grundsätzlich eine höhere Erwartungshaltung gegenüber ihren Kindern äußern, erwartet Chua von ihren Töchtern stets die Höchstnote.
Chua führt in diesem Zusammenhang auch den Begriff Gehorsam ein, der als kindliche Pietät durch den Konfuzianismus fest in der chinesischen Kultur verwurzelt ist. Kinder sind ihren Eltern traditionell bis zum Äußersten verpflichtet. Während der Begriff „Gehorsam“ in der westlichen Welt Assoziationen von Hundeerziehung und „schwarzer Pädagogik“ weckt, gilt er in China als hohe Tugend. Chua vermutet, dass der Anspruch chinesischer Eltern auf Gehorsam darüber hinaus auch etwas mit den erheblichen Opfern zu tun habe, die sie für ihre Kinder bringen und die oft weit über das hinausgehen, was westliche Eltern zu tun bereit sind.
Nach dem von Chua vermittelten Bild chinesischer Eltern legen diese meist weniger Wert als westliche Eltern darauf, dass ihre Kinder außerhalb der Familie Freundschaften pflegen oder in eine Peergroup eingebunden sind. Auch Sport – die Hauptleidenschaft vieler europäisch-amerikanischer Schulkinder – gilt nicht als wichtig. Ihre Töchter durften daher weder Spielverabredungen haben oder bei anderen Kindern übernachten noch an primär sozialen Aktivitäten wie dem Schultheater teilnehmen.
Nach Ergebnissen von Studien von Ruth Chao und wie es auch Chua in ihrem Buch immer wieder betont, ist das Klima in chinesischen Familien trotz aller Autorität, Kontrolle und Kritik, die die Eltern ausüben, keineswegs von Härte, Freud- und Lieblosigkeit, sondern von einer hohen Responsivität der Eltern und von kindorientierten Familienaktivitäten geprägt, wie sie auch für die meisten westlichen Familien typisch sind.

### Kritik am westlichen Erziehungsstil
Den „westlichen Erziehungsstil“ charakterisiert Amy Chua als einen Erziehungsstil, bei dem die Eltern die Individualität des Kindes respektieren, es ermutigen, seinen wahren Leidenschaften zu folgen, seine Entscheidungen (wie auch immer die ausfallen) unterstützen, anstelle von Kritik und Strafe positive Verstärkung praktizieren und dem Kind generell ein förderndes Umfeld bieten. Ein Teil der Erregung, von der die Rezeption des Buches geprägt ist, rührt daher, dass Chua diesen Erziehungsstil einer scharfen Kritik unterzieht. Die Mutter des Erfolgs ist das erste in der westlichen Welt weithin rezipierte Erziehungsbuch, in dem die westliche Erziehung aus einer nicht-westlichen Perspektive kritisiert wird.
So zitiert Chua bereits im Eingang des Buches aus einer Studie über die Einstellungen amerikanischer Eltern, in der fast 70 % der europäischstämmigen Befragten ihrer Überzeugung Ausdruck verliehen, dass es Kindern nicht gut tue, wenn man schulischen Erfolg von ihnen erwarte, und dass Eltern ihren Kindern die Idee vermitteln sollten, dass Lernen Spaß sei. Die chinesischstämmigen Befragten dagegen stimmten diesen beiden Aussagen überhaupt nicht zu und empfanden, dass ein Leistungsversagen des Kindes in der Schule anzeige, dass die Eltern „ihren Job nicht tun“. Im Verlaufe ihrer Erzählung benennt Chua zahlreiche weitere Kritikpunkte:
- Sie bedauert, dass westliche Eltern an die Zukunft ihrer Kinder weder Hoffnungen noch Träume knüpfen und dass sie das Potential ihrer Kinder beständig unterschätzen. Dies zeige sich unter anderem in der Gewohnheit von Eltern, ihre Kinder selbst für triviale Leistungen inflationär zu loben.[17]
- Sie kritisiert, dass westliche Eltern ihre Kinder für übermäßig zerbrechlich halten und sie nach dem Prinzip der selbsterfüllenden Prophezeiung damit erst zerbrechlich machen. Bei aller übertriebenen Behutsamkeit im Umgang mit den Gefühlen ihrer Kinder gelinge es westlichen Eltern oft nicht, sie mit einem positiven Selbstbild aufwachsen zu lassen.[18]
- Westliche Eltern arrangieren sich nach Chuas Eindruck allzu bereitwillig damit, wenn ihre Kinder sich nicht gut entwickeln. Obwohl sie sich einerseits unentwegt um das Selbstwertgefühl ihrer Kinder sorgen, lassen westliche Eltern es denselben Kindern andererseits allzu bereitwillig durchgehen, wenn diese eine Sache, die nicht auf Anhieb gelingt, schnell wieder aufgeben (anstatt sie lernen zu lassen, dass sie etwas lernen können, von dem sie dachten, dass es ihnen unmöglich sei).[19]
- Für problematisch hält Chua auch die Auffassung westlicher Eltern, nach der Kinder ihren Eltern nichts, Eltern ihren Kindern aber alles ‒ insbesondere „Glück“ ‒ schulden. Die westlichen Eltern kommen dabei ihrer Auffassung nach nicht nur schlecht weg,[13] sondern versagen mit ihrer Glückserziehung auch allzu oft. Denn obwohl westliche Eltern sich meist abmühen, ihre Kinder glücklich zu machen, empfinden diese, wenn sie erwachsen werden, ihren Eltern gegenüber oft unüberwindlichen Groll und wollen nicht mehr viel mit ihnen zu tun haben (während Chinesen ihre alten Eltern z. B. kaum jemals ins Heim abschieben). „Westliche Kinder sind definitiv nicht glücklicher als chinesische.“[20]
- Chuas letzter großer Kritikpunkt ist die ihrer Meinung nach mangelnde Bereitschaft vieler westlicher Eltern, eigenständige Entscheidungen zu treffen und Anstrengungen auf sich zu nehmen, die notwendig sind, um ihre Kinder gut zu erziehen.[21] Chua steht unter dem Eindruck, dass viele westliche Eltern den Weg des geringsten Widerstands gehen, sich in ihrer Erziehung ausschließlich an dem orientieren, was alle anderen auch tun, und Maximen wie „Du musst deinen Kindern die Freiheit geben, ihren Leidenschaften zu folgen“ selbst dann heilig halten, wenn die „Selbstverwirklichung“ des Kindes offensichtlich irregeleitet ist und z. B. darin besteht, sich stundenlang mit Facebook zu beschäftigen.[22]

### Erziehung durch Musik
Chua exemplifiziert ihr Erziehungskonzept am Beispiel des Musikunterrichts ihrer Töchter. Sie hatte als Kind zwar selbst Klavierunterricht, entwickelt ein tiefes Verständnis für Musik aber erst, als sie den Instrumentalunterricht ihrer Töchter begleitet. Sie begreift klassische Musik – insbesondere die Geige – nicht als ein beliebiges Hobby, sondern als Schlüssel zu einer guten Erziehung; weil diese Musik so schwer zugänglich sei und ihr Reichtum sich erst nach langwieriger, mühsamer Arbeit erschließe, empfindet Chua sie als ein fundamentales Gegenkonzept zur Konsumorientierung und Oberflächlichkeit, der die privilegiert aufwachsenden Kinder erfolgreicher westlicher Eltern so leicht anheimfallen. Chua argumentiert, dass die Freude an einer Tätigkeit eine Frage der Meisterschaft sei, die man auf einem Gebiet erlangt hat. Der Weg zur Exzellenz besteht in der Musik, ebenso wie auf vielen anderen Gebieten, in harter Arbeit und gewissenhaftem, ausdauernden Üben. Kinder mögen dies weder, noch tun sie es von sich aus, und zwar unabhängig von der Kultur, in der sie aufwachsen. Während westliche Eltern sich scheuen, ihre Kinder zu Dingen zu zwingen, denen sie sich widersetzen, gelangen chinesische Kinder unter dem Druck der Eltern sehr bald an einen Punkt, an dem sie auf einem Gebiet (Mathematik, Klavier, Baseball, Ballett) zu brillieren beginnen, wodurch die anfänglich nicht als Spaß erlebte Tätigkeit vom Kind schließlich doch genossen und geliebt wird.
Sophia beginnt ihren Klavierunterricht mit drei Jahren; Lulu studiert ebenfalls Klavier, lernt – weil Chua die Schwestern nicht in eine Wettbewerbssituation gegeneinander stellen will – vom siebten Lebensjahr an aber zusätzlich Geige und beschränkt sich bald ganz auf dieses Instrument. Beide Mädchen werden nach der Suzuki-Methode ausgebildet, die sich von anderen Methoden u. a. durch die intensive Mitarbeit der Mutter beim häuslichen Üben unterscheidet, was es ermöglichen soll, dass Kinder das Erlernen eines technisch anspruchsvollen Instruments wie der Violine bereits in sehr jungem Alter beginnen können. Chua kommt die Suzuki-Methode besonders entgegen, weil sie im Ruf steht, durch intensives Üben „Wunderkinder“ hervorbringen zu können. Chua unterzieht die Töchter einem forcierten Übungsplan und arbeitet mit jeder bald drei Stunden täglich, und zwar selbst wenn die äußeren Bedingungen (etwa auf Reisen) schwierig sind. Während Sophia sich als hoch kooperativ erweist – Chua ertappt sie allerdings dabei, wie sie vor Wut heimlich ihr Instrument beißt –, gerät das Üben mit Lulu für Chua zu einem alltäglichen Ringkampf. Chua nimmt diesen dennoch auf sich, weil das Kind sein Instrument offensichtlich gern spielt und nur nicht gern übt.
Beide Töchter sollen zu musikalischen Höchstleistungen befähigt werden. Sophia erhält Privatunterricht bei dem Pianisten Wei-Yi Yang und siegt in einem internationalen Wettbewerb, der es ihr ermöglicht, bereits mit 14 Jahren als Solistin in der Carnegie Hall zu debütieren. Lulu besucht Meisterklassen  bei der Geigenlehrerin Almita Vamos, bewirbt sich für das Jugendprogramm der Juilliard School, wird dort zwar abgelehnt, gewinnt als neue Privatlehrerin aber die Geigerin Naoko Tanaka, siegt in einem regionalen Talentwettbewerb und wird mit zwölf Jahren Konzertmeisterin eines Jugendorchesters.
Ausführlich behandelt Chua in ihrem Buch die Auseinandersetzungen mit Lulu, die vom zwölften Lebensjahr an zunehmend offen gegen das rigorose Übungsregime der Mutter rebelliert. Als Lulu dreizehn Jahre alt ist, ist Chua schließlich zermürbt und erlaubt ihr, das Instrument aufzugeben. Lulu tritt von ihrer Position als Konzertmeisterin zurück und gibt den Unterricht bei Tanaka auf, entscheidet sich aber, weiter Geige zu studieren, wenn auch mit deutlich geringerem Aufwand. Außerdem beginnt sie, mit Ehrgeiz Tennis zu spielen.

## Veröffentlichung und Rezeption
Die Mutter des Erfolgs ist das erste international wahrgenommene Buch, das einem westlichen Lesepublikum Einblicke in den Erziehungsstil chinesischstämmiger Eltern gewähren soll, wobei das Interesse der Leser vor allem daher rührt, dass chinesische Schüler und Studenten in den USA heute als notorische Overachiever gelten, die im amerikanischen Bildungssystem erfolgreicher sind als das Gros der europäischstämmigen Amerikaner.

### Vereinigte Staaten
Die Mutter des Erfolgs steht einerseits in der Tradition der chinesisch-amerikanischen Literatur und folgt andererseits einer Traditionslinie der Kritik an der amerikanischen Erziehung zur Mittelmäßigkeit, die spätestens 1911 mit Boris Sidis’ Buch Philistine and Genius begründet wurde. Das Buch ist mit dem im Westen weithin unbekannten chinesischen Bestseller Harvard Girl (2000) von Liu Weihua und Zhang Xinwu verglichen worden. Der von Chua behauptete Zusammenhang zwischen Ethnie, Glaubenszugehörigkeit und Erziehungsstil ist im amerikanischen Erziehungsdiskurs allerdings nichts Neues und war von der Psychologin Wendy Mogel in einem viel beachteten Buch zu den Erziehungspraktiken jüdischer Eltern bereits 2001 zur Diskussion gestellt worden.
Chua begann mit dem Schreiben ihres Buches im Juni 2009. Nach der Fertigstellung veröffentlichte sie ein Exzerpt im Wallstreet Journal. Dieser Vorabdruck, der den Titel Why Asian Mothers are Superior (deutsch: „Warum asiatische Mütter überlegen sind“) trug, erfolgte am 8. Januar 2011, zehn Tage vor dem Beginn eines offiziellen Besuches des chinesischen Staatspräsidenten Hu Jintao in Washington, und konnte damit leicht als Beitrag zum gesellschaftlichen Diskurs über eine künftig möglicherweise enge wirtschaftliche Kooperation zwischen den Vereinigten Staaten und der Volksrepublik China („Chimerica“, „Group of Two“) identifiziert werden. Der Titel sprach weit verbreitete amerikanische Ängste vor dem nationalen Niedergang an. Die wachsende Präsenz der Sino-Amerikaner an den amerikanischen Universitäten ist schon heute nicht mehr zu übersehen, und die provokante Schlagzeile des Artikels versprach eine Erklärung für das Phänomen. Nach der Vorabveröffentlichung erhielt Chua Morddrohungen und Hunderte von E-Mails. Auf der Webseite des Wall Street Journal erschienen mehr als 7.000 Kommentare.
Das vollständige Buch kam am 11. Januar 2011 auf den Markt. Der englische Originaltitel Battle Hymn of the Tiger Mother bedeutet auf Deutsch etwa „Schlachtgesang einer Tigermutter“ und spielt auf das Tierzeichen der chinesischen Astrologie an, unter dem die Autorin geboren ist. Das Buch gelangte bereits Anfang Februar auf Rang 2 der Topsellerliste (Sparte Sachbücher/Hardcover) und wurde nur noch von Laura Hillenbrands Louis-Zamperini-Biographie Unbroken überflügelt. Der Buchveröffentlichung folgte eine Flut von Rezensionen und kritischen Artikeln, in denen Chua ein obsessiver und missbräuchlicher Umgang mit den Töchtern bescheinigt wurde, auf deren wahre Bedürfnisse Chua keine Rücksicht nehme, weil ihr nur an der Befriedigung ihres eigenen Ehrgeizes gelegen sei. Geradezu Schmerz löste das Buch bei einigen asiatischen Lesern aus, die Opfer extremer asiatischer Erziehungspraktiken waren.
Chuas Tochter Sophia reagierte auf diese Kritik mit einem in der New York Post veröffentlichten Beitrag Why I love my strict Chinese mom, in dem sie den Erziehungsstil ihrer Mutter glühend verteidigte.
Viele Leser und Rezensenten von Chuas Buch hielten ihre Erziehungskritik für überfällig und pflichteten ihr mehr oder weniger uneingeschränkt bei. David Brooks zum Beispiel, Kolumnist der New York Times, begrüßte Chuas „Breitseite gegen die amerikanische Elternhauserziehung“ und ihre Kritik an amerikanischen Eltern, die Kinder mit hohen Ansprüchen hervorbringen, diese aber nicht zwingen, ihrem Potenzial gerecht zu werden. Den Erziehungsstil, den Chua „chinesisch“ nennt, stuft Brooks allerdings als eine Hardcore-Version der Leistungsorientierung ein, die den Erziehungsalltag in weiten Teilen der oberen Mittelschicht ohnehin bestimme. Der einzige Punkt in Chuas Buch, an dem er Anstoß nimmt, ist ihr Glaube an den hohen intellektuellen Schwierigkeitsgrad des Instrumentalspiels. Er selbst hält das Meistern sozialer Situationen für den Inbegriff kognitiver bzw. intellektueller Hochleistung, und bedauert, dass Chua ihre Töchter nicht lieber auf diesem Gebiet fördert. Susan Dominus bescheinigte Chua, dass sie einen erfrischend neuen und nachahmenswerten Typ von Elternmemoiren geschaffen habe: „Memoiren über Erziehungstechniken, die zwar gerade entsetzlich genug sind, um es dem Leser zu erlauben, in Selbstgerechtigkeit zu schwelgen, aber verquickt mit Erkenntnissen, die weise und zeitgemäß genug sind, um dem Leser Grund zu bieten, das Buch nicht quer durch den Raum zu schmeißen.“
Einen Gegenpol zu Chuas Position bilden in den USA auch die Befürworter eines extremen elterlichen Laissez-faire, unter denen in jüngster Zeit z. B. der Ökonom Bryan Caplan hervorgetreten ist. Die Zugehörigkeit der Familie Chua-Rubenfeld zur US-amerikanischen Hochschul-Elite wurde zudem als Indiz gewertet, es handele sich bei dem Erziehungskonzept der Autorin letztlich nur um das „Luxusproblem“ wohlhabender Eltern, deren Erziehungserfolge letztlich in keiner Relation zu den investierten Kosten und zum Zeitaufwand stünden.
Der Kolumnist Jay Caspian Kang dagegen bilanzierte 2024, dass die „asiatische“ Erziehung in den Vereinigten Staaten längst im Mainstream angekommen sei. Während das zugrundeliegende Erziehungsziel – Kinder so zu fördern, dass sie hohe SAT- und ACT-Werte erreichen und sich damit für Studienplätze an Ivy-League-Universitäten qualifizieren – unverändert geblieben sei, haben die Inhalte der Leistungserziehung sich jedoch gewandelt und diversifiziert, und zwar pragmatisch: nämlich strikt an den notorisch „holistischen“ Auswahlkriterien der Spitzenuniversitäten orientiert. So stehe in leistungsorientierten Elternhäusern heute nicht mehr nur der Instrumentalunterricht im Mittelpunkt, sondern eine ganze Bandbreite von Aktivitäten, von der Sportförderung bis hin zur Förderung eines sozialen oder ökologischen Engagements der Kinder.

### Deutschsprachiger Raum
Das Buch wurde im deutschsprachigen Raum überwiegend ablehnend aufgenommen, wobei die Rezensenten den Argumenten, die Chuas Gegner in den Vereinigten Staaten vorgebracht haben, kaum etwas Neues hinzuzufügen hatten. Einmütig hielten sie es für schädlich, Kinder zu hohen Leistungen anzuhalten oder sie zu Dingen zu zwingen, die sie nicht von sich aus tun, und sorgten sich darum regelmäßig um die seelische Gesundheit der Chua-Töchter. Vereinzelt waren unter den Kritikern auch chinesische Stimmen zu hören. Die einzige Autorin, die über den rein pädagogischen Diskurs hinausging, war Tanja Dückers, die darauf hinwies, dass die Ursache sozialer und wirtschaftlicher Probleme nicht im mangelnden Leistungswillen der Bürger, sondern in Fehlleistungen der Politik bestehe; die Diskussion um Chuas Buch sei vor diesem Hintergrund müßig. Dass Chuas Akkulturation in den USA offensichtlich ist – sie vereinbart Beruf und Familie, lässt ihre Kinder Bat Mizwa feiern und erzieht sie als Kosmopoliten –, führte sogar zu dem Vorwurf, dass sie sich „typisch amerikanisch“ verhalte.
Zustimmung zu Chuas Überlegungen ist, wo sie stattfindet, oft sehr zurückhaltend formuliert, etwa bei der damaligen Redakteurin der Beilage Christ und Welt in der Wochenzeitung Die Zeit, der Politologin und Soziologin Christiane Florin, die sich ein bisschen mehr Erfolgsorientierung in der Erziehung durchaus vorstellen könnte, aber feststellt, dass der Flirt „mit dem Gedanken, dass eine Frau Mahlzahn mal in den Kuschelecken der Republik aufräumt, damit die Kleinen Großes erreichen“, in Deutschland bisher nur „klammheimlich“ stattfinde. Etwas deutlicher wurde Bernhard Bueb, der ehemalige Leiter des Eliteinternats Schule Schloss Salem, der Chuas Forderungen zwar als maßlos übertrieben einstuft, aber die Aufmerksamkeit und Zuwendung lobt, die sie ihren Kindern entgegengebracht habe, und der die Auflehnung der jüngeren Tochter als Zeichen von Selbstbewusstsein deutet, das sie letztlich dem Erziehungsstil der Mutter verdanke. Der als Befürworter eines „postdemokratischen“ und autoritativen Erziehungsstils geltende dänische Familientherapeut Jesper Juul hat Amy Chua in einem Interview „eine ausgezeichnete Mutter“ genannt, weil ihr Erziehungsstil von Engagement und Authentizität geprägt sei. Die Methoden Chuas nachzumachen empfiehlt er jedoch nicht, wenn man Kinder haben wolle, die mental gesund sind und starke persönliche und soziale Fähigkeiten haben.
In der deutschsprachigen Auseinandersetzung fehlen etliche der Faktoren, die die Rezeption des Buches in den Vereinigten Staaten beeinflusst haben, sodass auch die Vieldimensionalität und der politische Charakter, die den amerikanischen Diskurs kennzeichnen, entfallen. An die Stelle der amerikanischen Leistungs- und Qualitätsdebatte tritt im deutschsprachigen Raum ein gesellschaftlicher Diskurs um die Vor- und Nachteile erzieherischer Strenge, der auf die antiautoritäre Erziehungsbewegung der 1960er Jahre und die kritische Auseinandersetzung mit den Erziehungssystemen des Wilhelminischen Kaiserreichs, des Nationalsozialismus und der totalitären Systeme des Ostblocks zurückgeht und in jüngerer Zeit durch Bücher wie Bernhard Buebs Lob der Disziplin (2006) und Michael Winterhoffs Warum unsere Kinder Tyrannen werden (2008) und Presseschlagzeilen z. B. um die Berliner Grundschullehrerin und Politikerehefrau Ursula Sarrazin wiederbelebt wurde. Vor diesem geschichtlichen Hintergrund wird es verständlich, dass der deutsch-US-amerikanische Journalist und Autor Hannes Stein und andere Rezensenten argwöhnen, dass Chua sich in ihrem Buch nicht für Leistung, sondern viel mehr für „Zucht und Ordnung“ und eine Erziehung mit dem Rohrstock starkmache.

## Ausgaben
Originalausgaben:
- Amy Chua: Battle Hymn of the Tiger Mother. Penguin Press, 2011, ISBN 978-1-59420-284-1 (eingeschränkte Online-Version in der Google-Buchsuche-USA)
- Amy Chua: Battle Hymn of the Tiger Mother. Penguin Press, 2011, ISBN 978-0-14-312058-2 (Taschenbuchausgabe)
- Amy Chua: Battle Hymn of the Tiger Mother. Penguin Audio, 2011, ISBN 978-0-14-242910-5 (Audiobuch, gelesen von der Autorin)

Deutsche Übersetzung:
- Amy Chua: Die Mutter des Erfolgs. Wie ich meinen Kindern das Siegen beibrachte. Aus dem Englischen übersetzt von Barbara Schaden. 5. Auflage. Nagel & Kimche, 2011, ISBN 978-3-312-00470-6.
- Amy Chua: Die Mutter des Erfolgs. Wie ich meinen Kindern das Siegen beibrachte. Audiobuch Verlag, 2011, ISBN 978-3-89964-417-3 (Audiobuch, ungekürzt, gelesen von Doris Walters)